# Yunnanites
Yunnanites is een geslacht van rechtvleugeligen uit de familie Pyrgomorphidae. De wetenschappelijke naam van dit geslacht is voor het eerst geldig gepubliceerd in 1925 door Uvarov.

## Soorten
Het geslacht Yunnanites omvat de volgende soorten:
- Yunnanites albomargina Mao & Zheng, 1999
- Yunnanites coriacea Uvarov, 1925
- Yunnanites zhengi Mao & Yang, 2003